# 洪遜欣
洪遜欣（1914年10月14日—1981年12月27日），台灣南投縣草屯鎮人，台灣法律學者，日治時代在日本內地擔任法官。中華民國前司法院大法官。

## 生平
洪遜欣成長於日治時期，中學就讀臺中一中，1935年自台北高等學校畢業後，入東京帝國大學法學部法律學科，1937年在學時即司法科考試及格，1938年大學畢業，其後歷任廣島地方裁判所、岡山地方裁判所判事（法官）。
1945年國府接收台灣以後，約有長達30年的時間專任國立台灣大學法律學系副教授、教授，其專長為法理學、民法、法律思想史等。
曾與前總統李登輝、故中央銀行總裁許遠東、及故旅日實業家邱永漢等臺籍菁英應聘任教臺北市私立延平中學。
1976年，洪遜欣被提名為中華民國第四屆大法官，同年經監察院同意後就職。任大法官後，仍兼任國立台灣大學法律系及其他大學教授。1981年，洪遜欣於大法官任內病逝台大醫院，享壽67歲。2001年，被司法院表揚為「高風亮節司法典範楷模」。

## 家族
- 洪遜欣之父洪火煉於台灣日治時期曾任臺灣總督府評議員。二次大戰後，又任中華民國制憲國民大會代表及第一屆國民大會代表。[4]
- 洪遜欣之弟洪樵榕曾任南投縣縣長。[4]
- 其女洪智惠為小說家，筆名歐陽子。洪智惠夫為基隆顏家第四代顏祥霖。[4]

## 來源連結
1. ↑  「吳三連台灣史料研究半月刊」第19期 劉明先生 口述歷史 的存檔，存档日期2009-01-06., 美國德州休士頓台灣同鄉會
2. ↑  創校五十週年紀念專輯錄 （页面存档备份，存于）, 延平中學, 2009
3. ↑  延平學院能否從二二八悲情中重生？ 的存檔，存档日期2014-07-29., 新台灣新聞周刊, 2002/02/25
4. 1 2 3  陳柔縉. . 麥田. 2022: 347–368、381–382. ISBN 978-626-310-238-5.